# GORILLA HALL OSAKA
GORILLA HALL OSAKA（ゴリラホールオオサカ）は、大阪府大阪市住之江区のスポーツビレッジスミノエ内にあるライブハウス。

## 概要
2023年1月21日開業。運営･管理は大阪市住吉区我孫子に本拠を置く「Wpc.」や「KiU」のブランドを展開するレイングッズメーカー株式会社ワールドパーティーグループのIn the village 合同会社である。キャパシティーはスタンディングで1,130名。
1Fフロアだけでなく欧米のライブハウスに着想を得たステージをコの字型に囲むオールスタンディングの2Fフロアは、日本のライブハウスでは他に類を見ない空間となっている。また、2Fバー内に設けたチルアウトスペースもゆったりと飲食を楽しみながらライブを体感できる他、単独のホールにもなり、いろんな場所からいろんな楽しみ方ができるライブハウス。
会場名は大阪出身のバンド「HEY-SMITH」の猪狩秀平が命名した。またこけら落とし公演も「HEY-SMITH」が行った。
- 1F床面積 1,523 m2（客床面積 255.36 m2）
- ステージ床面積 243.6 m2（総面積）
- 2F床面積 699.61 m2（客床面積 176.48 m2）

## アクセス
Osaka Metro 四つ橋線 住之江公園駅 2番出口より徒歩8分。